# رضا حاج مرزبان
رضا حاج مرزبان (زاده ناشناس – درگذشته ۳۰ آذر ۱۳۶۰ در تهران) یا رضا مرزبان به همراه جواد خادم، پدرش ابوالقاسم خادم، پرویز قادسی، سعید تیموری و پرویز شیبانی شاخه سیاسی (غیرنظامی) عملیات نقاب (کودتای نوژه) را اداره می‌کردند. وی در زمان حضور شاپور بختیار وظیفه حفاظت وی را به عهده داشت.
پس از کشف برنامه کودتای نوژه، بیش از ۶۰ نفر نظامی و غیرنظامی در شهرهای مختلف ایران ظرف مدت یک ماه به جوخه‌های اعدام سپرده شدند. بیشتر نظامیان این گروه هنوز مشمول پاکسازی پس از سقوط نظام شاهنشاهی نشده و در ارتش مشغول خدمت بودند. اعدامهای مربوط به نوژه در ماه‌ها و سالهای بعد ادامه داشت و دست کم دویست نفر در این رابطه اعدام شدند.

## زندگی پیش از کودتا
در منابع مختلف از رضا حاج مرزبان با نام مهندس یاد شده است ولی از تحصیلات وی اطلاعی در دسترس نیست. مرزبان پیش از انقلاب ۱۳۵۷ زندان بوده و خود را از طرفداران خلیل ملکی و باورهای سوسیالیستی و همچنین شاپور بختیار اعلام کرده است.
وی پیش از بازگشت سید روح‌الله خمینی به ایران به سفارش شاپور بختیار تلاش کرد تا با وی در پاریس ملاقات کند و احمد خمینی نیز در جریان این ملاقات بوده است. ولی نتوانسته است به عنوان نماینده شاپور بختیار به‌طور اختصاصی با روح‌الله خمینی ملاقات کند.

## نقش در کودتا
رضا مرزبان از عناصر ستاد سیاسی شاپور بختیار بوده و در اواسط بهمن ماه ۱۳۵۸ به پاریس می‌رود تا بختیار را در جریان تحولات ایران قرار دهد. وی دیدار خویش با بختیار و جواد خادم را به این شکل گزارش می‌دهد: 
من از ایشان (بختیار) و جواد خادم خواستم به من نیم ساعت فرصت بدهند تا آنها را از وضع کشور و آنچه از نزدیک شاهد آن بوده‌ام آگاه کنم و سپس شروع کردم به تفسیر دربارهٔ جو سیاسی موجود مملکت، وضعیت نیروهای سیاسی دست‌اندرکار مثل حزب جمهوری اسلامی، سازمان مجاهدین خلق، فداییان خلق، حزب توده، سازمان پیکار و گروه‌های مختلف. سپس به وضعیت پوسیده جبهه ملی و احزاب وابسته به آن پرداختم و اینکه در تهران به کمک دوستان خیلی سعی کردیم یک جبهه ملی فعال و دربرگیرنده نسل جوان ایجاد کنیم اما به هر در که زدیم به سنگ خورد… سپس برای ایشان شرح دادم که مسئله گروگان‌گیری روی اقتصاد ایران اثر گذاشته و اثراتش در بهار آینده (۱۳۵۹) شدیدتر می‌شود. به خصوص که کشورهای دوست آمریکا ممکن است عکس‌العمل نشان دهند… در مورد پاکسازی در ارتش نیز صحبت کردم و این که ارتش به شدت لطمه خورده است. سپس به وضع عراق پرداختم و این که صدام حسین از قراداد ۱۹۷۵ و شکست ۱۹۷۳ سخت شرم‌زده است و ممکن است از ضعف ارتش ایران بهره‌برداری کند و …
به این ترتیب رضا حاج مرزبان مسئول شاخهٔ غیرنظامی می‌شود و بعداً محمدباقر بنی‌عامری مسئول شاخه نظامی می‌شود. البته رضا حاج مرزبان در سازماندهی شاخه غیرنظامی پیشرفت زیادی نکرده بود و در بهمن یا اسفند ۱۳۵۸ به اتهام‌هایی نامرتبط به کودتا به همراه ابوالقاسم خادم پدر جواد خادم بازداشت شد.

## دستگیری، اتهامات و دادگاه
دستگیری رضا حاج میرزان پنج یا شش ماه پیش از برگزاری کودتای نوژه در بهمن یا اسفند ۱۳۵۸ به اتهام‌هایی کاملاً نامرتبط به کودتا صورت می‌گیرد و به این ترتیب شاپور بختیار پرویز قادسی شهردار پیشین آبادان را به رهبری شاخه غیرنظامی برمی‌گزیند. اتهامات رضا حاج مرزبان «شرکت فعال در کودتای نافرجام تیر ماه ۵۹ و فعالیت چشم گیر در خروج عوامل ضدانقلاب از کشور و عضویت در کادر رهبری شاخه نظامی کودتا و تعلیم انجام کار به [ناصر] رکنی (ستوان دوم نیروی هوایی) و دیگر پرسنل شاخه نظامی و اقدام به حساسترین مرحله کودتا یعنی تهیه اتوبوسی که قرار بود کودتاچیان را از تهران به پایگاه نوژه ببرد» بیان شده است. ناصر رکنی که حاج رضا حاج مرزبان متهم به آموزش کودتا به او بوده است در ۳۱ تیر ۱۳۵۹ با حکم محمد محمدی ری شهری اعدام شد. مادر او بی بی فرخ نیکبخت نیز در ۴ شهریور ۱۳۵۹ به علت نگهداری سلاح و مشارکت در کودتا نوژه در اصفهان تیرباران شد.

وی در دادگاه انقلاب اسلامی ارتش تهران به محاربه با خدا، افساد فی‌الارض، طرفداری از گروه‌های چریکی مخالف نظام و توطئه برای براندازی جمهوری اسلامی متهم و محکوم شد؛ اما اطلاع چندانی دربارهٔ جلسه یا جلسات دادگاه در دست نیست. باید توجه داشت که رضا حاج مرزبان پنج یا شش ماه پیش از تاریخ کودتا دستگیر شده بود. در جلسه دادگاه وی دادستان نقل به مضمون این‌طور گفت:
این توطئه یک واقعه مجرد نیست که از آن بتوان در سطور یک کیفرخواست سخن گفت و این توطئه‌گران را نمی‌توان متهمین عادی تلقی کرد، اینان مجرمینی هستند که حقیقت و شرافت و عزت بازیافته یک امت از بند رسته را به مسخره گرفته‌اند با توجه به مراتب فوق و با امعان نظر به آیات کریمه قرآن در مورد مجازات «یاغی» بر حکومت اسلامی صدور حکم شرعی مورد استدعاست.